# Jae'Sean Tate
Jae'Sean Tate (Toledo, 28 oktober 1995) is een Amerikaans basketballer.

## Carrière
Tate speelde collegebasketbal voor Ohio State Buckeyes van 2014 tot 2018. In zijn laatste jaar stelde hij zich kandidaat voor de NBA draft, maar werd niet gekozen. Hij besloot daarop om te gaan basketten in Europa, bij de Antwerp Giants, na een seizoen en bekerwinst vertrok hij naar de Sydney Kings In de Australische competitie waar toen ook LaMelo Ball en RJ Hampton speelden. Na een seizoen in Australië kreeg hij dan toch een kans in de NBA bij de Houston Rockets. Hij wist zich meteen op te werken tot een starter en verdiende aan het eind van het seizoen NBA All-Rookie First Team en was daarmee de tweede speler die undrafted ging die deze eer ontving. In zijn tweede seizoen speelde hij op een wedstrijd na al zijn wedstrijden als starter. Aan het eind van het seizoen tekende hij bij voor drie jaar en een deal van 22 miljoen.

## Privéleven
Zijn broer Jalen Tate en zijn vader Jermaine Tate zijn ook profbasketballers.

## Erelijst
- Belgische bekerwinnaar: 2019
- All-Pro Basketball League Teams: 2019
- NBA All-Rookie First Team

## Statistieken

### Regulier seizoen
| Seizoen | Team            | WG | WS | MPW  | 2P%  | 3P%  | FW%  | RPW | APW | SPW | BPW | PPW  |
| ------- | --------------- | -- | -- | ---- | ---- | ---- | ---- | --- | --- | --- | --- | ---- |
| 2020/21 | Houston Rockets | 70 | 58 | 29,2 | 50,6 | 30,8 | 69,4 | 5,3 | 2,5 | 1,2 | 0,5 | 11,3 |
| 2021/22 | Houston Rockets | 78 | 77 | 26,4 | 49,8 | 31,2 | 70,7 | 5,4 | 2,8 | 0,9 | 0,5 | 11,8 |